# Управление по четырёхлетнему плану
Управление по четырёхлетнему плану (нем. Vierjahresplan) — центральное государственное учреждение нацистской Германии в 1936—1945 годах, созданное для осуществления перевода страны на военные рельсы.

## История
Управление создано после провозглашения четырёхлетнего плана 9 сентября 1936 года на съезде НСДАП. Сам план разрабатывался с апреля-мая 1936 года внутри огромного бюрократического аппарата министра-президента Пруссии Германа Геринга, поэтому костяк аппарата Управления составили чиновники правительства Пруссии. В октябре 1936 года Г. Геринг был официально назначен уполномоченным по четырехлетнему плану (Beauftragter für den Vierjahresplan). В 1940 году четырёхлетний план был продлён ещё на 4 года, и Управление продолжило работать на нужды войны, являясь по существу мощнейшим конгломератом государственных предприятий Германии.

## Структура
Центральный аппарат генерального уполномоченного состоял из нескольких управленческих групп:
- 1-А — Германская горнодобывающая и промышленная продукция (Erzeugung deutscher Roh- und Werkstoffe) во главе с генерал-майором Фрицем Лёбом (1 февраля 1938—1940)[3]

- 1-В — Планирование и производство (Planung und Fabrikation), которую возглавляли Вильгельм Кеплер (с 1936 года[4]), затем Пауль Плейгер

- 2 — Распределение сырья (Rohstoffverteilung) во главе с министром-президентом Бадена Вальтером Кёлером

- 3 — Использование рабочих ресурсов (Arbeitseinsatz) во главе с министериальдиректором Вернером Маусфельдом

- 4 — Сельскохозяйственная продукция (Landwirtschafts-Erzeugung) во главе с статс-секретарём Гербертом Бакке (с 1936 года)[5]

- 5 — Валюта (Devisengang) во главе с министериальдиректором Эрихом Нойманом (с октября 1936 года)[6].

Для координации и централизации работ в определённых областях генеральный уполномоченный по четырёхлетнему плану имел право назначать генеральных и имперских уполномоченных с очень широкими полномочиями. Такими уполномоченными в том числе были:
- Альберт Шпеер — генеральный уполномоченный по контролю и строительству; генеральный уполномоченный по вопросам вооружений (1 марта 1942—1945)[7],[8]

- Карл Краух — генеральный уполномоченный по специальной химической промышленности (22 августа 1938—1945)[9]

- Франц Нойхаузен — генеральный уполномоченный по экономике Сербии и металлургии на Юге

- Фриц Заукель — генеральный уполномоченный по использованию рабочей силы (21 марта 1942—1945)[10].

- Йозеф Пауль Геббельс — имперский уполномоченный по тотальной мобилизации (Reichsbeauftragter für den totalen Kriegseinsatz) (25 июля 1944 — 1 мая 1945 года[11].

Совместно с государственным концерном «Имперские предприятия горнорудной промышленности и металлургические заводы Германа Геринга» («Reichswerke AG für Erzbergbau und Eisenhütten Hermann Göring») Управление по четырёхлетнему плану руководило промышленной экспансией в оккупированных странах Европы, захватом предприятий и переориентацией их на нужды германской военной промышленности.
Руководство:
Уполномоченный по четырёхлетнему плану: Герман Геринг (18 октября 1936 — 24 апреля 1945).
Постоянный заместитель Уполномоченного по четырёхлетнему плану: Пауль Кёрнер (22 октября 1936 года — 1945).
Председатель Генерального совета по четырёхлетнему плану: Пауль Кёрнер (1939—1942), Эрих Нойман (1942—1945).
Статс-секретари Управления по четырёхлетнему плану: Пауль Кёрнер (22 октября 1936 года — 1945), Эрих Грицбах (с 1938 года), Эрих Нойман (июль 1938 — май 1945 года).

## Направления реализации плана
Усиление экономического потенциала происходило в 4 направлениях:
- достижение автаркии в снабжении сырьём;
- рассредоточение промышленных предприятий из крупных центров в более равномерное распределение промышленности по всей территории Германии (создание индустриального центра в Средней Германии);
- увеличение производственных мощностей;
- усиленная техническая рационализация в важных в военном отношении отраслях промышленности.

Реализация политической задачи достижения автаркии достигалась только в некоторых основных отраслях, в случае войны, заслуживающих особого внимания. К ним относились: нефть (гидрогенизация угля), искусственный каучук (буна), железная руда (в Средней Германии), искусственное волокно и лёгкие металлы (алюминий и магний как заменители тяжёлых металлов), развитие производства заменителей кожи, пластмасс (заменитель цветных металлов) и синтетических жиров.
Рационализация в промышленности была произведена путём решения задач:
- типизация (то есть уменьшение ассортимента готовых изделий с целью увеличения средней величины серий). Отдельные кампании по осуществлению стандартизации, например в автомобилестроении, не состоялись, так как оказывались в противоречии с особыми интересами частных предпринимателей;
- всеобщая нумерация продукции (если каждый конечный продукт пронумерован, а заказчик передаст свои номера субпоставщикам, то таким образом возникает возможность статистического контроля над исполнением заказов);
- нормализация (то есть достижение однородности в производстве деталей с целью облегчений ремонтных работ и уменьшения количества хранимых на складах запасных частей)
- повышение часовой выработки (улучшение технологии производства);
- правильный выбор размеров предприятий (возможность координации всего производства).

## Подготовка к принятию плана
В апреле 1936 г. была создана экономическая исследовательская организация «Штаб сырья и девизов» (нем. Rohstoff- und Devisenstab), руководителем которой стал Герман Гёринг. Отдел научных исследований и развития «Штаба сырья и девизов», руководимый Карлом Краухом, членом правления «ИГ Фарбен», подготовил ряд докладов, которые послужили материалом для подготовки Гитлером «меморандума о четырёхлетнем плане» от 26 августа 1936 г. Доклады давали представление об общей стратегии развития и содержали 15 отдельных планов по нефти, каучуку, текстилю, металлам и т. д.
Одновременно при этом, в 1936 году была проведена перепись промышленного производства в Германии. В 1936 г. в Германии насчитывалось около 124 тыс. промышленных предприятий с 6,8 млн рабочих и 1 млн служащих. Промышленные и ремесленные предприятия разграничивались по различным признакам: размер предприятия, стоимость продукции, число занятых, техническая оснащенность и т. п. Перепись показала значительную зависимость Германии от заграницы в снабжении важнейшим промышленным сырьём, что особенно относилось к железной руде, к рудам других металлов, к нефти, каучуку, текстильным волокнам и коже. Потребление импортного сырья составляло 3,7 млрд, собственного непромышленного — 3,6 млрд, промышленного — 2,5 млрд рейхсмарок. Стоимость валовой продукции промышленности составила около 40 млрд рейхсмарок, что соответствовало вновь созданной стоимости около 32 млрд рейхсмарок (10,7 млрд. — предметы потребления, 21 млрд. — средства производства)

## Стратегия и развитие «четырёхлетнего плана»
«Четырехлетний план» был утвержден 18 октября 1936 года. Для его осуществления возник еще один государственный институт — Управление по «четырехлетнему плану» во главе с уполномоченным по четырёхлетнему плану (нем. Beauftragter für den Vierjahresplan) Германом Гёрингом.
В официальном издании «четырёхлетнего плана» задачи предвоенной мобилизации экономики Германии характеризовались так: «Нацеливание всей работы и жизни 80 млн человек на войну, регулирование потребления продуктов и основных товаров, переключение всех фабрик и заводов на службу одной цели, распределение сырья и решение большого количества других вопросов». Гёринг выражал собственное экономическое кредо еще более откровенно: «Любыми средствами обеспечить успех в войне, а уж потом решать хозяйственные задачи за счет побежденных». Именно эта стратегия легла в основу «четырёхлетнего плана» подготовки Германии к войне. Принятие «четырёхлетнего плана» означало не только изменение экономической политики, но и резкое изменение в соотношении сил в Германии. Тот факт, что во главу экономики был поставлен самоизбранный «старый борец партии», мог свидетельствовать, что условия альянса между нацистским руководством и традиционными немецкими элитами, подтвержденными в 1934 году, были изменены не в результате какого-либо взаимного соглашения, а односторонними действиями Гитлера.
18 октября 1936 года был обнародован декрет, в соответствии с которым Гёрингу предоставлялось право самому издавать указы и инструкции всем властным инстанциям, а десять дней спустя он заявил: «Фюрер мне доверил трудный пост… Я вступаю на него не в качестве специалиста. Фюрер избрал меня только потому, что я — национал-социалист.. Я выполняю эту задачу как боец национал-социализма, как уполномоченный фюрера, как уполномоченный нацистской партии».
17 декабря 1936 года Гёринг выступил с докладом перед крупнейшими промышленниками Германии о «четырёхлетнем плане», в котором разъяснил собравшимся цели нацистской партии во внешней политике, связанные с приготовлениями к войне, и призвал их к перестройке промышленности на военные рельсы, пообещав большие военные государственные заказы.
«Я хозяин германских денег, — заявлял Гёринг, — я требую неограниченных усилий во всех областях экономики… А что может дать большую прибыль промышленникам, нежели заказы на вооружение».
Таким образом, после 1936 года с помощью «четырёхлетнего плана» нацистская партия захватила ведущие позиции в экономике Третьего рейха и получила возможность не только ее контролировать, но и направить на форсированную подготовку к войне.
Государственная экономика стала привилегированным сектором, в котором важнейшую роль стали играть «старые партийные функционеры и сторонники нацистской популистской экономики».